# Pseudocheilinus
Genre
Pseudocheilinus est un genre de poisson appartenant à l'ordre des Perciformes, et à la famille des Labridae. 

## Liste d'espèces
Selon World Register of Marine Species (3 octobre 2015) :
- Pseudocheilinus citrinus Randall, 1999
- Pseudocheilinus dispilus Randall, 1999
- Pseudocheilinus evanidus Jordan & Evermann, 1903
- Pseudocheilinus hexataenia (Bleeker, 1857)
- Pseudocheilinus ocellatus Randall, 1999
- Pseudocheilinus octotaenia Jenkins, 1901
- Pseudocheilinus tetrataenia Schultz, 1960

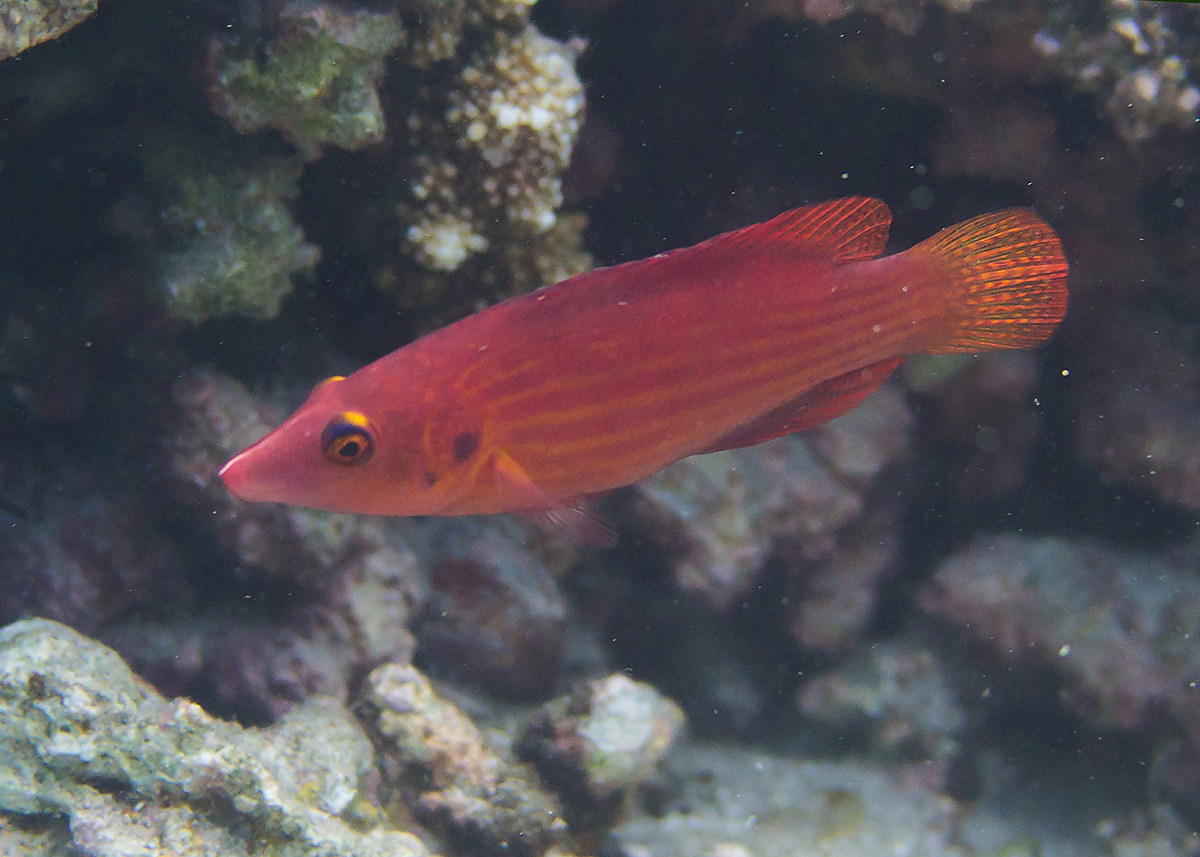
Pseudocheilinus dispilus (mâle)
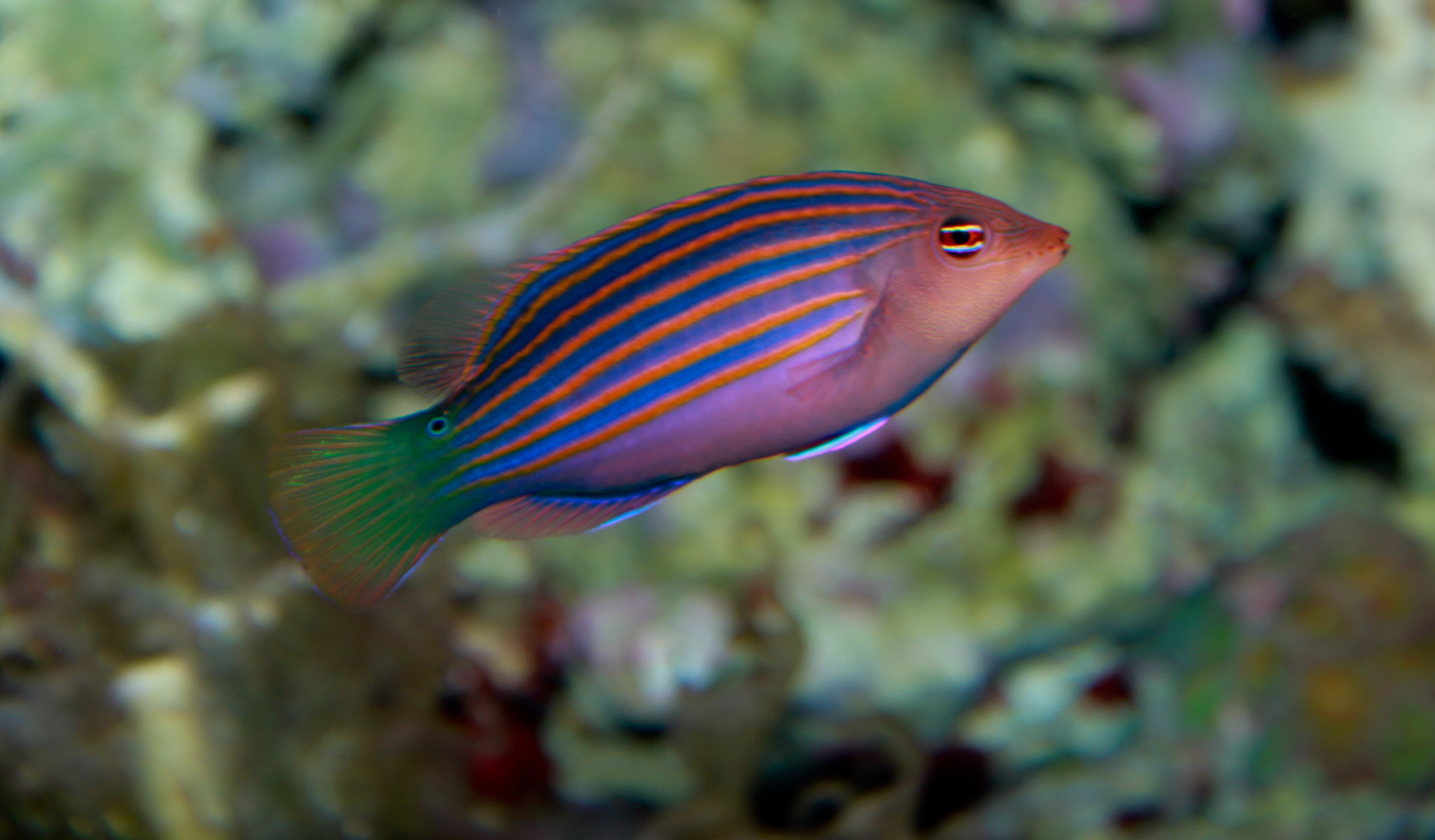
Pseudocheilinus hexataenia
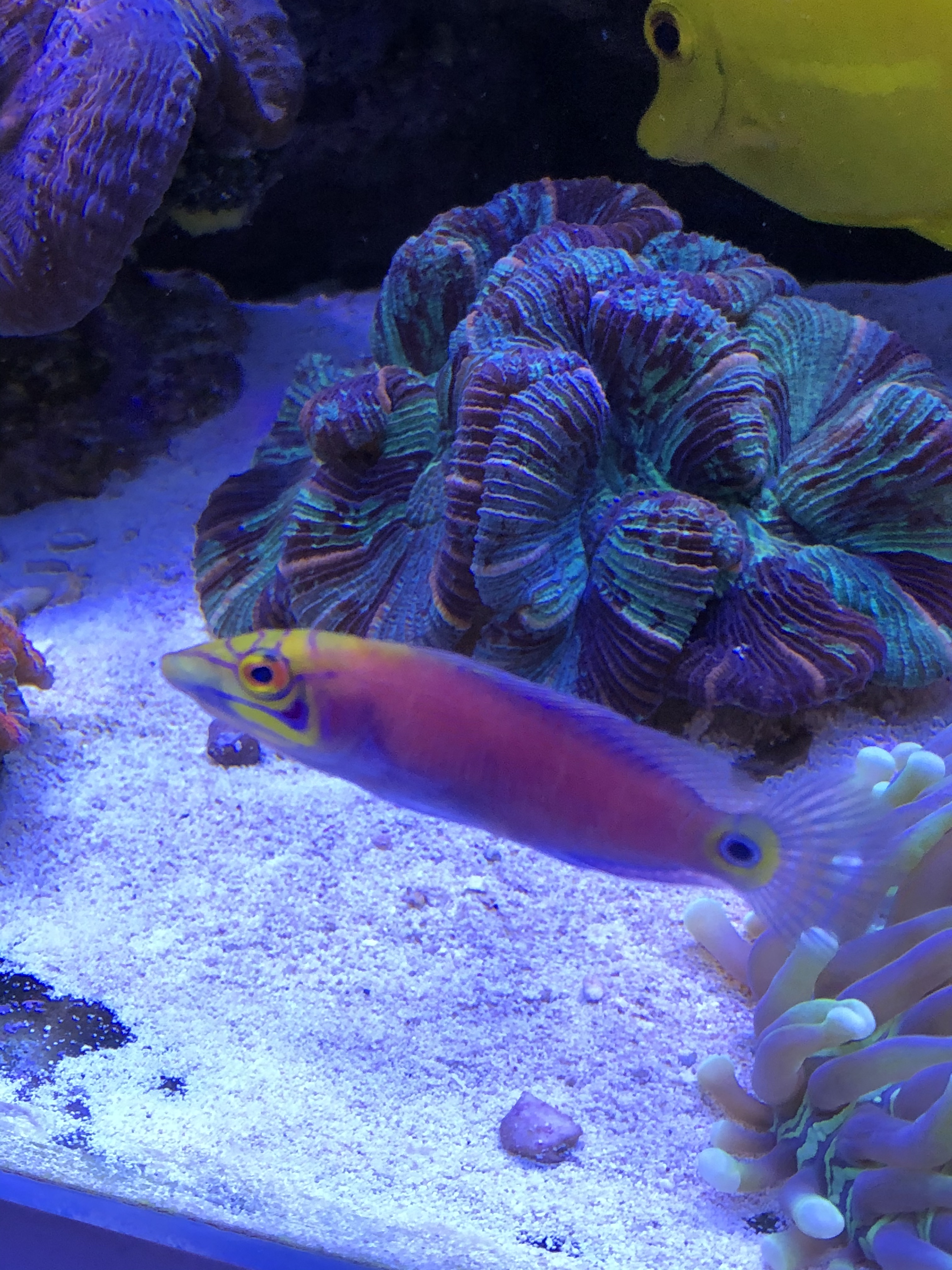
Pseudocheilinus ocellatus
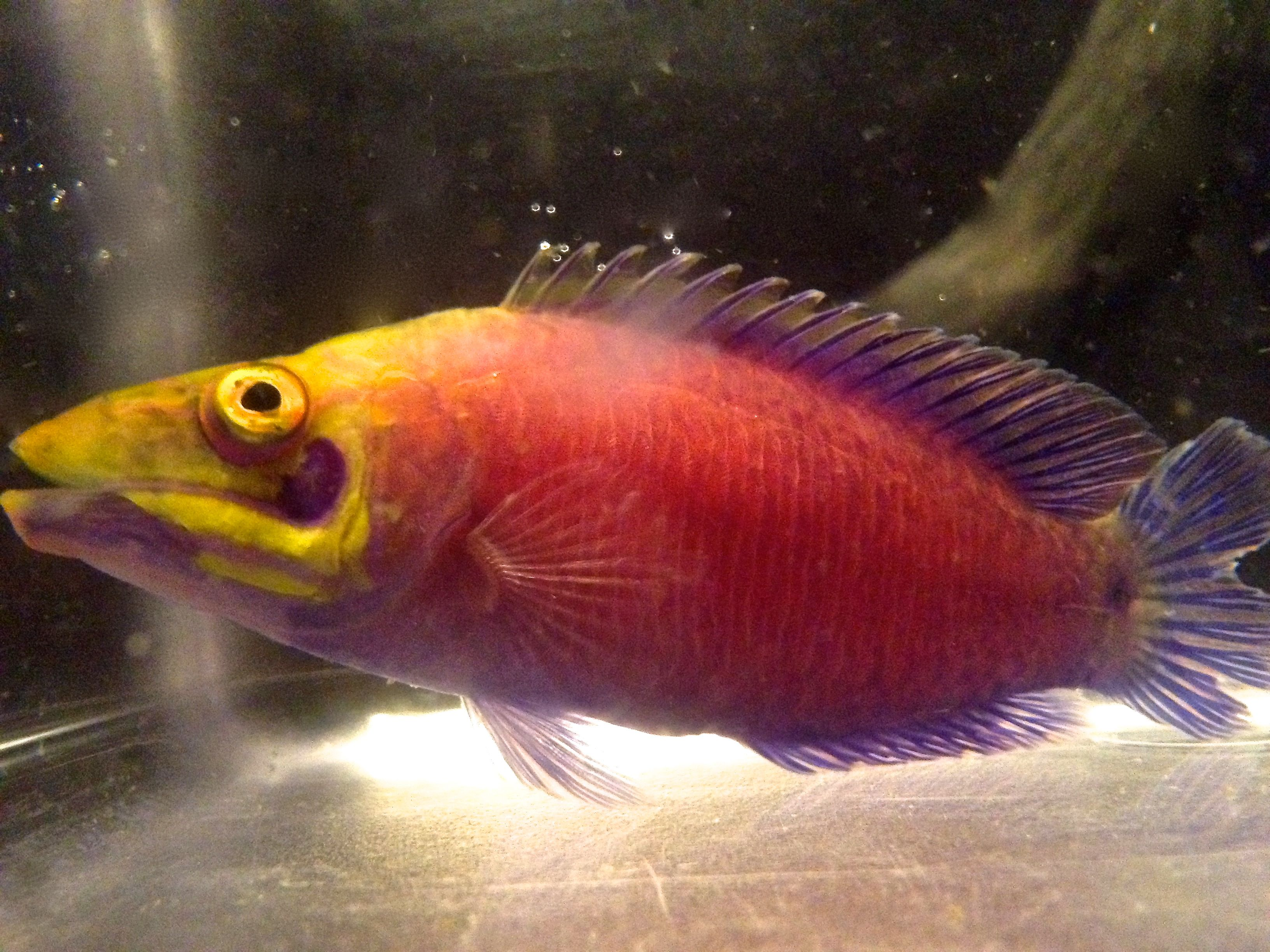
Pseudocheilinus ocellatus
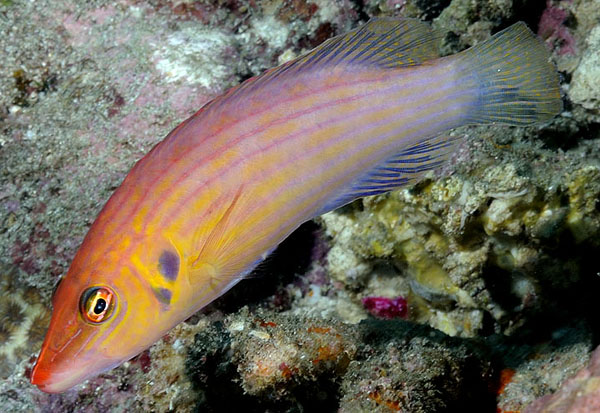
Pseudocheilinus octotaenia
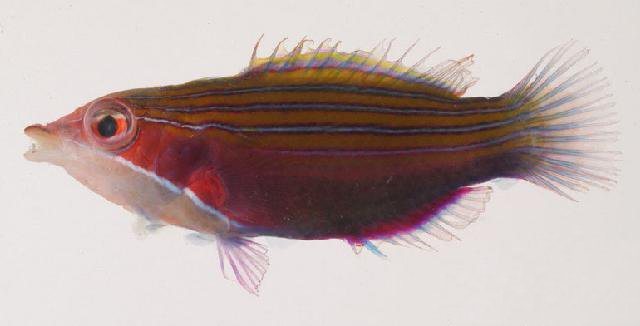
Pseudocheilinus tetrataenia